# ۱۳۰ (عدد)
۱۳۰(صد و سی) یک عدد طبیعی است که بعد از ۱۲۹ و قبل از ۱۳۱ قرار دارد.